# The Suit
The Suit es un cortometraje sudafricano escrito y dirigido por Jarryd Coetsee, y producido por Luke Sharland, basado en el cuento de Can Themba. Está protagonizada por el ganador del Premio Tony John Kani como el Sr. Maphikela, y su hijo, Atandwa Kani como Philemon. Phuthi Nakene interpreta a Matilda.

## Sinopsis
En la década de 1950 en Sophiatown, Sudáfrica, un hombre obliga a su esposa a tratar el traje de su amante como si fuera una persona, con trágicas consecuencias.
Philemon, un abogado de clase media, despierta a su esposa Matilda, a quien llama Tilly, en su dormitorio, con el desayuno en la cama. Está vestido con un traje y lleva un sombrero de fieltro . La pareja vive en Sophiatown, un municipio de Johannesburgo, a principios de la década de 1950, poco antes de que el régimen del apartheid expulsara por la fuerza a los no blancos del área para dar paso al reasentamiento en virtud de la Ley de áreas de grupo y la Ley de reasentamiento de nativos de 1954. Ella lo besa y le ajusta la corbata mientras él le dice que es mejor que se vaya o llegará tarde al trabajo. 
Philemon camina por una calle muy transitada cuando aparece una leyenda en la pantalla que dice: Sophiatown, Johannesburgo, 1955. En una parada de autobús, bajo un letrero que dice: Parada de autobús nativo, Philemon se encuentra con su viejo amigo, el Sr. Maphikela, que parece estar ansioso mientras Philemon intenta estrechar su mano. En el autobús, el Sr. Maphikela informa de mala gana a Philemon que Matilda ha sido visitada por un joven todas las mañanas durante los últimos tres meses. Devastado, Philemon le dice a Maphikela que tiene que irse y él se apresura a bajar del autobús mientras Maphikela le dice que se mantenga estable.
Philemon marcha por las calles de Sophiatown, aflojando su corbata y chocando con otros peatones. Mientras tanto, Matilda besa a un joven en casa. Al llegar, Philemon camina deliberadamente hacia el dormitorio donde descubre a Matilda dormida en los brazos de su amante.

## Elenco
- Atandwa Kani como Filemón
- Phuthi Nakene como Matilda
- John Kani como el Sr. Maphikela

## Producción
"The Suit" se filmó en locaciones de Sophiatown, Johannesburgo. Fue filmada en algunos de los pocos edificios que sobrevivieron al régimen del apartheid para dar paso al reasentamiento de blancos. La casa de Philemon y Matilda y las escenas de shebeen fueron filmadas en el Centro Diocesano de St. Joseph. Las escenas de la iglesia fueron filmadas en la Iglesia Anglicana de Cristo Rey en Ray Street. El escritor Can Themba vivía en realidad en un piso de soltero en Ray Street, en el número 111, cerca de la iglesia. Las escenas del autobús se rodaron en un autobús de dos pisos que en realidad recorría la ruta de Sophiatown en la década de 1950, suministrado por el Museo de Transporte de James Hall. El vestuario estuvo a cargo del diseñador sudafricano Pierre Vienings, quien también estuvo a cargo del vestuario en la ganadora del Oscar "Tsotsi".

## Lanzamiento
Tuvo su estreno oficial en el Antiguo Fuerte de Zanzíbar como parte del 19.º Festival Internacional de Cine en julio de 2016. Aunque no formó parte de la selección oficial, recibió una Mención Especial por parte del jurado. Ganó el premio al mejor cortometraje en la undécima edición de los South African Film and Television Awards (o SAFTA, los premios Óscar de Sudáfrica) en marzo de 2017 en Sun City. Fue seleccionada en competencia en tres festivales de cine: el Festival de Cine BronzeLens de Atlanta, (Mejor Cortometraje Internacional y Premio al Mejor del Festival) en agosto de 2017, el Festival de Cine Urbanworld en la ciudad de Nueva York y el Festival de Cine Panafricano en Los Ángeles donde recibió una Mención Especial. Ganó el concurso de Mejor Cortometraje del Festival de Cine Africano de Escocia (AiM) en Glasgow y Edimburgo, así como el Premio del Público de la etapa de Ciudad del Cabo del Festival Internacional de Cortometrajes Shnit con sede en Suiza el 9 de octubre de 2016. También inauguró la novena edición del Île Courts - Festival Internacional de Cortometrajes de Mauricio.
También fue seleccionada por la Académie des Arts et Techniques du Cinéma en su prestigioso evento "Les Nuits en Or" (Noches de oro) que vio la película proyectada en nueve capitales europeas (París, Roma, Atenas, Madrid, Estocolmo, Lisboa, Viena, Bruselas y Luxemburgo), 24 ciudades y pueblos de Francia y una noche de gala organizada por la UNESCO en París a la que asistieron los principales líderes franceses actores y cineastas. También se mostró en la serie de películas "Best Of" del Schomburg Center for Research in Black Culture y en el New Voices in Black Cinema Film Festival ambos en la ciudad de Nueva York, el Toronto Black Film Festival, el Festival de Cine Sudafricano de Vancouver, Festival de Cine Red Bull Amaphiko (en Soweto), y Festival Internacional de Cine de Durban. Se proyectó en diecinueve ciudades diferentes de Bélgica como parte del Festival de Cine Afrika - Lovaina, el Festival de Cine iAfrica en Leiden y La Haya y el Festival de Cine Africa on Screen en Melbourne. También se proyectó en el Festival Nacional de Arte en Grahamstown, un evento importante en el calendario cultural de Sudáfrica y la mayor celebración anual de las artes en el continente africano. Se mostró al público en Maryland, Washington D. C. y Virginia como parte del Festival Internacional de Cine Negro de Baltimore, La película se proyectó en el Festival de Cine Jozi en Johannesburgo, el Festival de Cine BRICS en la Conferencia en Bruselas y el Cine Internacional de Ciudad del Cabo. En noviembre de 2017, se proyectó en el festival de cine más antiguo de África, el Festival de cine de Cartago, en Túnez. En mayo de 2018, se proyectó en el Festival de Cine Africano de The Film Society of Lincoln Center en la ciudad de Nueva York.